# 越南国家电视台新闻综合频道
VTV1是越南国家电视台的第一个频道，1970年9月7日开播。
该频道以前是一个全综合频道（播出内容例如新闻，体育和娱乐）直至1996年VTV3开播。而当VTV1成为新闻综合频道后，它还以越南语报道新闻（此前使用英语/法语播映）。自2011年6月15日起，VTV1成为24小时新闻，政治，时事和综合频道（在越南尚属首次）。 VTV1执行越共，国家和政府交代的政治任务，在信息、宣传、声望方面发挥主导作用，对越南广播电视新闻系统产生重大影响。

## 播映时间
- 1972年12月31日前：19:00~21:00
- 1972年12月31日至1975年4月30日：
  - 周一至周五：11:00~次日01:00
  - 周六日：11:30~次日01:00
- 1975年5月1日至1975年12月31日：12:00~次日01:00
- 1975年12月31日至1980年5月18日：
  - 周一至周五：11:00~24:00
  - 周六：08:00~24:00
  - 周日：08:30~24:00
- 1980年5月19日至1986年12月31日：
  - 周一至周五：15:00~23:00
  - 周六日：09:00~23:00
- 1986年12月31日至1989年12月31日：
  - 周一至周五：16:00~24:00
  - 周六日：08:00~24:00
- 1989年12月31日至1994年12月31日：
  - 上午：09:00~12:00
  - 下午：14:00~17:00
  - 晚上：19:00~23:00
- 1994年12月31日至1998年3月31日：
  - 上午：06:00~10:00
  - 下午：17:00~24:00
- 1998年4月1日至2001年12月31日：
  - 上午：05:30~10:00
  - 下午：17:00~24:00
- 2001年12月31日至2010年8月31日：05：30~24:00
- 2010年9月1日至2011年6月14日：05：00~24:00
- 2011年6月15日至今：24小时播映。